# Filon
Filon – imię męskie pochodzenia greckiego, gr. Φιλων (Filon), które pochodzi od φιλεω (fileo) – "kochać" i oznacza "kochający". Patronem tego imienia jest św. Filon, wspominany razem ze św. Agatopodem.
Filon imieniny obchodzi 25 kwietnia.
Znane osoby noszące to imię:
- Filon z Aleksandrii
- Filon z Bizancjum
- Filon Kmita, wojewoda smoleński
- Filon  – postać z sielanki Franciszka Karpińskiego Laura i Filon

Żeński odpowiednik: Filona